# Filip Dvořák
Filip Dvořák, född den 30 juli 1988 i Prag, Tjeckien, är en tjeckisk kanotist.
Han tog bland annat VM-brons i C-2 500 meter i samband med sprintvärldsmästerskapen i kanotsport 2013 i Duisburg.